# Refuge Vittorio Sella
Le refuge Vittorio Sella — refuge Victor-Sella si on francise le nom propre — ou refuge Sella au Lauson, se situe dans la cuve de Lauson, dans le haut Valnontey, vallée latérale du val de Cogne, en Vallée d'Aoste, dans les Alpes pennines italiennes, à 2 584 mètres d'altitude.

## Histoire
Dans le bassin de Lauson se trouvait depuis le XIXe siècle une maison de chasse du roi Victor-Emmanuel II.

## Caractéristiques et informations
Ce refuge se situe sur le territoire du parc national du Grand-Paradis, dans la cuvette de Lauson.
Il constitue une étape du parcours de la Haute Route n° 2 de la Vallée d'Aoste.
Il est dédié à Vittorio Sella (1859-1943), photographe piémontais, pionnier de la photographie en haute montagne.

## Accès
Du chef-lieu de Cogne, on remonte le Valnontey jusqu'au hameau du même nom. On rejoint le refuge en deux heures et demie environ.

## Ascensions
- Mont Grivola - 3 969 mètres

Ce refuge constitue aussi le point de départ de plusieurs parcours de ski de montagne.

## Traversées
- Refuge Victor-Emmanuel II - 2 732 mètres
- Refuge Frédéric Chabod - 2 750 mètres

Le refuge Vittorio Sella fait partie de la Haute Route n° 2.